# Futbol Club Encamp
El FC Encamp es un club andorrano de fútbol de la parroquia de Encamp. Fue fundado en 1950 y es el club más antiguo de las ligas andorranas y el segundo más viejo de Andorra, ya que el Futbol Club Andorra juega en España. También tiene una sección de futsal que compite en la Primera División de fútbol sala de Andorra y es un histórico ya que posee todos los títulos nacionales y ha participado en la Futsal Champions League.

## Historia
Se fundó en 1950, siendo en la actualidad el club más veterano de los que participan en la Liga de Andorra, y el segundo más antiguo del país.
Los trofeos más destacados del club son dos títulos de liga conseguidos por el primer equipo en los años 1996 (primera liga de la historia de la Federación Andorrana de Fútbol) y 2002, así como otros tres títulos logrados por el segundo equipo del club, el FC Encamp B de la Segunda División en los años 2006, 2009 y 2012.
A nivel internacional, en 2002 participó en las fases clasificatorias de la Copa UEFA y en 2003 en la Copa Intertoto.
El equipo de fútbol Sala, desde el año 2006, ha obtenido 8 títulos de liga, ha ganado cuatro Copas Canut y cuatro Supercopas de Andorra. En competiciones internacionales, el equipo, como campeón de la liga andorrana, ha representado al país en las seis últimas ediciones de la UEFA Futsal Cup, siendo organizador de la fase previa de esta competición los años 2012 y 2015.
En 2011 se produce la llegada de Julen Guerrero como responsable de la escuela de fútbol del club.
En el año 2012 se creó el equipo de fútbol formativo femenino, participando y ganando la primera liga andorrana de esta categoría. Actualmente, el equipo femenino es el campeón de las ligas de fútbol sala y de fútbol-5 de la última temporada, y el club está estudiando la posibilidad de inscribirlo para participar en la Liga Catalana.

## Uniforme
- Uniforme titular: Camiseta azul y blanca, pantalón azul, medias azules.

## Palmarés

### Torneos nacionales
- Primera División de Andorra (2): 1996, 2002.
- Segunda División de Andorra (3): 2006, 2009, 2012.

## Participación en competiciones europeas
| Temporada | Torneo         | Ronda          | Club                      | Casa | Visita | Global |
| --------- | -------------- | -------------- | ------------------------- | ---- | ------ | ------ |
| 2002-03   | Copa UEFA      | Clasificatoria | FC Zenit Saint Petersburg | 0-5  | 0-8    | 0-13   |
| 2003      | Copa Intertoto | 1              | Lierse SK                 | 0-3  | 1-4    | 1-7    |

## Últimas temporadas
| Temporada | División        | Pos.         | PJ. | PG | PE | PP | GF | GC | Pts. |
| --------- | --------------- | ------------ | --- | -- | -- | -- | -- | -- | ---- |
| 2010-11   | Primera Divisió | 7            | 20  | 4  | 1  | 15 | 24 | 79 | 13   |
| 2011-12   | Segona Divisió  | 1            | 18  | 14 | 0  | 4  | 57 | 22 | 42   |
| 2012-13   | Primera Divisió | 7            | 20  | 5  | 2  | 13 | 18 | 55 | 17   |
| 2013-14   | Primera Divisió | 6            | 20  | 7  | 4  | 9  | 34 | 53 | 25   |
| 2014-15   | Primera Divisió | 6            | 20  | 7  | 3  | 10 | 21 | 34 | 24   |
| 2015-16   | Primera Divisió | 7            | 20  | 4  | 4  | 12 | 22 | 50 | 16   |
| 2016-17   | Primera Divisió | 6            | 27  | 8  | 3  | 16 | 45 | 37 | 27   |
| 2017-18   | Primera Divisió | 7            | 27  | 4  | 2  | 21 | 34 | 88 | 14   |
| 2018-19   | Primera Divisió | 8            | 27  | 5  | 5  | 17 | 24 | 53 | 20   |
| 2019-20   | Segona Divisió  | 3            | 16  | 8  | 3  | 5  | 42 | 36 | 27   |
| 2020-21   | Segona Divisió  | 3            | 20  | 10 | 2  | 8  | 32 | 26 | 32   |
| 2021-22   | Segona Divisió  | 6            | 20  | 8  | 4  | 8  | 36 | 39 | 28   |
| 2022-23   | Segona Divisió  | 7 (retirado) | 34  | 10 | 1  | 13 | 47 | 59 | 31   |